# Elección especial al distrito congresional at-large de Alaska de 2022
La elección especial al distrito congresional at-large de Alaska se llevó a cabo el 16 de agosto de 2022. El puesto quedó vacante cuando el representante republicano titular Don Young murió el 18 de marzo de 2022 en un vuelo a casa. Según un plan preliminar del gobernador Mike Dunleavy, se llevó a cabo una elección primaria especial el 11 de junio, mientras que la elección general se realizó junto con la elección primaria regular el 16 de agosto. La fecha límite de presentación fue el 1 de abril.  Esta fue la primera elección en utilizar el nuevo sistema de votación del estado, en el que todos los candidatos compiten en una sola primaria general, con los cuatro candidatos principales avanzando a una elección general que utiliza la votación de segunda vuelta instantánea.
El conteo de la segunda vuelta concluyó el 31 de agosto, después de que se contaron todas las boletas en ausencia y en el extranjero. Peltola fue declarada ganadora según resultados no oficiales. La victoria demócrata fue ampliamente considerada como una sorpresa debido a la tradicional ventaja republicana de Alaska. Peltola es la primera representante nativa de Alaska y la primera demócrata en ser elegida para la Cámara de Representantes de los Estados Unidos desde Nick Begich en 1972.

## Candidatos

### Partido Republicano

#### Declarado
- Sarah Palin, gobernadora de Alaska (2006–2009) y candidata para vicepresidente de los Estados Unidos en 2008[6][7]
- Nick Begich III, miembro de la junta del Foro de Políticas de Alaska, miembro de la familia Begich[8]
- Josh Revak, senador estatal para Distrito M (2019–presente)[9][10]
- Tara Sweeney, exsecretaria adjunta del Interior para Asuntos Indígenas (2018-2021)[11][7]

#### Papeleo archivado
- Jay Armstrong[12]
- John Coghill, exsenador estatal para Distrito B (2009–2021)[13]
- Otto Florschutz[12]
- Tom Gibbons[12]
- Bob Lyons[12]
- Mikel Melander[12]
- Bradley Welter[12]
- Stephen Wright[12]

#### Potencial
- Dave Bronson, alcalde de Anchorage (2021–presente)[14]
- Mia Costello, senador estatal (2015–presente) y exlíder de la mayoría del Senado de Alaska[15]
- David Eastman, representante estatal (2017–presente)[11]
- Joe Miller, exjuez magistrado de EE. UU., candidato republicano al Senado de EE. UU. en 2010 y candidato libertario en 2016[14]
- Sara Rasmussen, senador estatal (2019–presente)[15]
- Lora Reinbold, senador estatal (2019–presente)[11]

#### Declinado
- Mead Treadwell, exteniente gobernador de Alaska[16]

### Partido Demócrata

#### Declarado
- Christopher Constant, miembro de la Asamblea de Anchorage[8]
- Adam Wool, representante estatal[10]

#### Papeleo archivado
- Emil Notti, ingeniero y candidato para el distrito congresional general de Alaska en 1973[17]
- Mary Sattler Peltola, exrepresentante estatal y directora ejecutiva de la Comisión Intertribal de Peces del Río Kuskokwim[18]

#### Interés expresado públicamente
- Chris Tuck, líder de la mayoría de la Cámara de Representantes de Alaska (2021–presente)[11]

#### Declinado
- Les Gara, exrepresentante estatal (2003–2019)[15]
- Elvi Gris-Jackson, senador estatal (2019–presente)[11]

### Partido Libertario

#### Papeleo archivado
- Chris Bye[12]
- J.R. Myers[12]

### Independientes

#### Declarado
- Gregg Brelsford, abogado y exgerente del condado de Bristol Bay (2018–2020)[2]
- Al Gross,  cirujano ortopédico, pescador comercial, hijo del exfiscal general de Alaska Avrum Gross, y candidato respaldado por los demócratas para el Senado de los EE. UU. en 2020[19]
- Andrew Halcro, exrepresentante estatal republicano (1998-2003) y candidato independiente a gobernador de Alaska en 2006[11][10]

#### Papeleo archivado
- Dennis Aguayo[12]
- Brian Beal[12]
- Tim Beck[12]
- Arlene Carl[12]
- Lady Donna Dutchess[12]
- Laurel Foster[12]
- Karyn Griffin[12]
- Ted Heintz[12]
- Bill Hibler[12]
- John Howe[12]
- Jeff Lowenfels, abogado y escritor de jardinería[12][11]
- Sherrg Mettler[12]
- Silvio Pellegrini[12]
- David Thistle[12]

#### Potencial
- Meda DeWitt[2]